# Championnat de France de solutions d'analyse rétrograde
 (mars 2017).
Si vous disposez d'ouvrages ou d'articles de référence ou si vous connaissez des sites web de qualité traitant du thème abordé ici, merci de compléter l'article en donnant les références utiles à sa vérifiabilité et en les liant à la section « Notes et références ».
Le championnat de France de solutions d'analyse rétrograde est une compétition d'échecs initiée en 1995 par Thierry Le Gleuher et organisée tous les ans par l'AFCE (association française pour la composition échiquéenne) dans le cadre de la rencontre internationale en France des amateurs de la composition échiquéenne.
Ce championnat consiste en général à résoudre huit problèmes d'analyse rétrograde en deux heures. 
C'est le vainqueur de l'année précédente qui est chargé d'organiser le championnat pour l'année suivante, c'est-à-dire de sélectionner les problèmes soumis à la sagacité des solutionnistes. Cette convention n'a pas toujours été respectée, Thierry Le Gleuher ayant aimablement sélectionné les problèmes lorsqu'il ne pouvait pas participer pour raison professionnelles[pas clair]. Il n'est donc en général pas possible d'être champion de France deux années de suite.

## Résultats du Championnat de France de solutions d'analyse rétrograde
Les solutionnistes étrangers peuvent participer au championnat, apparaissent dans le classement, mais ils ne peuvent pas être champions de France. En cas d'égalité, le départage se fait en fonction du temps mis pour résoudre les problèmes (indiqué entre parenthèses).
| Édition | Champion                         | 2e                                | 3e                               | 4e                                  | Participants |
| ------- | -------------------------------- | --------------------------------- | -------------------------------- | ----------------------------------- | ------------ |
| 1995    | Michel Caillaud (145/155)        | Alain Villeneuve (111/155)        | John Beasley (105/155)           | Jacques Rotenberg (100/155)         | 12           |
| 1996    | Michel Caillaud (120/140)        | Christian Poisson (100/140)       | Garen Yacoubian (100/140)        | Alain Villeneuve (85/140)           | 13           |
| 1997    | Pascal Wassong                   | Christian Poisson                 | Thierry Le Gleuher               | ?                                   | 13           |
| 1998    | Michel Caillaud (48/48 - 1h13)   | Christian Poisson (48/48 - 1h45)  | Thierry Le Gleuher (42/48)       | Laurent Riguet (24/48)              | 9            |
| 1999    | Pascal Wassong (59/60)           | Alain Villeneuve (52/60)          | Thierry Le Gleuher (48/60)       | Christian Poisson (42/60)           | 13           |
| 2000    | Michel Caillaud (85/90)          | Pascal Wassong (80/90)            | Christian Poisson (60/90 - 2h15) | Peter Van Den Heuvel (60/90 - 2h25) | 11           |
| 2001    | Pascal Wassong (95/100)          | Michel Caillaud (90/100)          | Alain Villeneuve (89/100)        | Peter Van Den Heuvel (72/100)       | 10           |
| 2002    | Michel Caillaud (35/40)          | Thierry Le Gleuher (33/40)        | Peter Van Den Heuvel (30/40)     | Garen Yacoubian (28/40)             | 14           |
| 2003    | Pascal Wassong (35/50 - 2h20)    | Gerd Wilts (35/50 - 2h28)         | Thierry Le Gleuher (34/50)       | Christian Poisson (30/50)           | 15           |
| 2004    | Michel Caillaud                  | Thierry Le Gleuher                | Étienne Dupuis                   | ?                                   | 16           |
| 2005    | Pascal Wassong (31)              | Alain Villeneuve (28)             | Thierry Le Gleuher (24,5)        | Philippe Leroy (23)                 | 13           |
| 2006    | Michel Caillaud (100/100 - 1h32) | Pascal Wassong (100/100 - 1h49)   | Alain Villeneuve (65/100 - 2h26) | Étienne Dupuis (65/100 - 2h30)      | 13           |
| 2007    | Pascal Wassong (34,5/40)         | Thierry Le Gleuher (29/40)        | Alain Villeneuve (21/40)         | Axel Gilbert (20/40)                | 12           |
| 2008    | Michel Caillaud                  | Étienne Dupuis                    | Alain Villeneuve                 | ?                                   | 13           |
| 2009    | Thierry Le Gleuher (53/54)       | Pascal Wassong (50/54)            | Garen Yacoubian (41/54)          | Alain Villeneuve (37/54)            | 16           |
| 2010    | Michel Caillaud (100/100)        | Pascal Wassong (85/100)           | Étienne Dupuis (78/100)          | Alain Brobecker (53/100)            | 13           |
| 2011    | Thierry Le Gleuher (48/50)       | Pascal Wassong (47/50)            | Axel Gilbert (37/50)             | Jacques Dupin (29/50)               | 13           |
| 2012    | Michel Caillaud (100/100 - 1h53) | Pascal Wassong (100/100 - 2h14)   | Axel Gilbert (65/100)            | Alain Brobecker (60/100)            | 11           |
| 2013    | Michel Caillaud (79/80)          | Pascal Wassong (57/80)            | Axel Gilbert (48,5/80)           | Alain Brobecker (39,5/80)           | 10           |
| 2014    | Michel Caillaud (89/100)         | Pascal Wassong (78,23/100)        | Garen Yacoubian (59,5/100)       | Axel Gilbert (39,32/100)            | 10           |
| 2015    | Michel Caillaud (86/100)         | Pascal Wassong (69,5/100)         | Philippe Rouzaud (69,1/100)      | Axel Gilbert (59,5/100)             | 13           |
| 2016    | Pascal Wassong (58/80)           | Garen Yacoubian (45/80)           | Thierry Le Gleuher (42,5/80)     | Lionel Belin (42/80)                | 12           |
| 2017    | Michel Caillaud (40/40 - 1h29)   | Thierry Le Gleuher (40/40 - 1h39) | Axel Gilbert (25/40)             | Alain Brobecker (23/40)             | 10           |
| 2018    | Pascal Wassong (99,5/100)        | Marken Foo (92/100)               | Thierry Le Gleuher (80/100)      | Axel Gilbert (60/100)               | 12           |
| 2019    | Michel Caillaud (99,5/100)       | Pascal Wassong (71,91/100)        | Axel Gilbert (62,51/100)         | Jacques Dupin (55,38/100)           | 8            |
| 2020    | Alain Brobecker (56/80)          | Thierry Le Gleuher (52/80)        | Éric Pichouron (48/80)           | Axel Gilbert (37/80)                | 11           |
| 2021    | Michel Caillaud (90/90)          | Pascal Wassong (79/90)            | Thierry Le Gleuher (78/90)       | Étienne Dupuis (74/90)              | 11           |
| 2022    | Thierry Le Gleuher (80/100)      | Pascal Wassong (70/100 - 1h55)    | Étienne Dupuis (70/100 - 2h30)   | Éric Pichouron (64/100)             | 12           |